# Бурлаков Сергій Романович
Сергі́й Рома́нович Бурлако́в (нар. 21 червня 1938, Білогорівка) — український поет.

## Життєпис
Народився 21 червня 1938 р. в с. Білогорівка Лисичанського (нині Попаснянського) району Луганської області. Закінчив філологічний факультет Дніпропетровського державного університету. Працював у видавництві «Промінь», очолював Дніпропетровську письменницьку організацію, викладав у Придніпровській академії будівництва та архітектури.
Нагороджений орденом та Почесною Грамотою Президії Верховної Ради України.
Автор поетичних збірок «Трояндові світання», «Русло», «Сфери», «Бистрина», «Доброчин», «Зодчі літо». «Краса — в любові», «Неопалима врода», «Золоті ранети», «Віра», «Рельєфи». «Зустрічний рух», «В твоєму імені», «Сонети», «Зваба», «Під небом Пушкіна», «Діалог дзеркал», «Яблука Платона», «Все про кохання, все про любов» та ін. Лауреат Міжнародного фестивалю «Світ книги-2004» (м. Харків) в номінації «Діамантова строфа».